# Segunda passagem de Curupaiti
A segunda passagem de Curupaiti foi uma operação naval da Tríplice Aliança na Guerra do Paraguai, realizada em 13 de fevereiro de 1868, que tinha por objetivo forçar, novamente, a passagem de Curupaiti. Desta vez a passagem seria executada pelos novos monitores encouraçados brasileiros Alagoas, Pará e Rio Grande, além de alguns outros navios de madeira. A frota enfrentou trinta peças de artilharia durante uma hora de passagem.

## A passagem
A primeira passagem do forte ocorreu em 15 de agosto de 1867 por dez encouraçados da armada imperial. A fortaleza em si só seria abandonada no dia 23 de março de 1868, portanto os paraguaios ainda estavam lá aquartelados e qualquer tentativa de ultrapassa-los seria também sob fogo da artilharia. O governo imperial já havia decidido ultrapassar a fortaleza de Humaitá e para este feito era necessário forçar a passagem de Curupaiti novamente, uma vez que a nova flotilha deveria se encontrar com a frota presa ente as duas fortalezas. Entre dezembro de 1867 e fevereiro de 1868 chegam os novos monitores encouraçados brasileiros da classe Pará que são: o Alagoas, sob o comando do 1º tenente Maurity; o Pará comandado pelo 1º tenente Custódio de Mello e o Rio Grande sob o comando do 1º tenente Antônio Joaquim. A frota era composta por esses e alguns outros navios. A fortaleza era defendida por cerca de 30 peças de artilharia e numerosa guarnição. O Barão de Inhaúma confiou a missão ao Capitão de Mar e Guerra Delfim Carlos de Carvalho, o futuro Barão da Passagem.

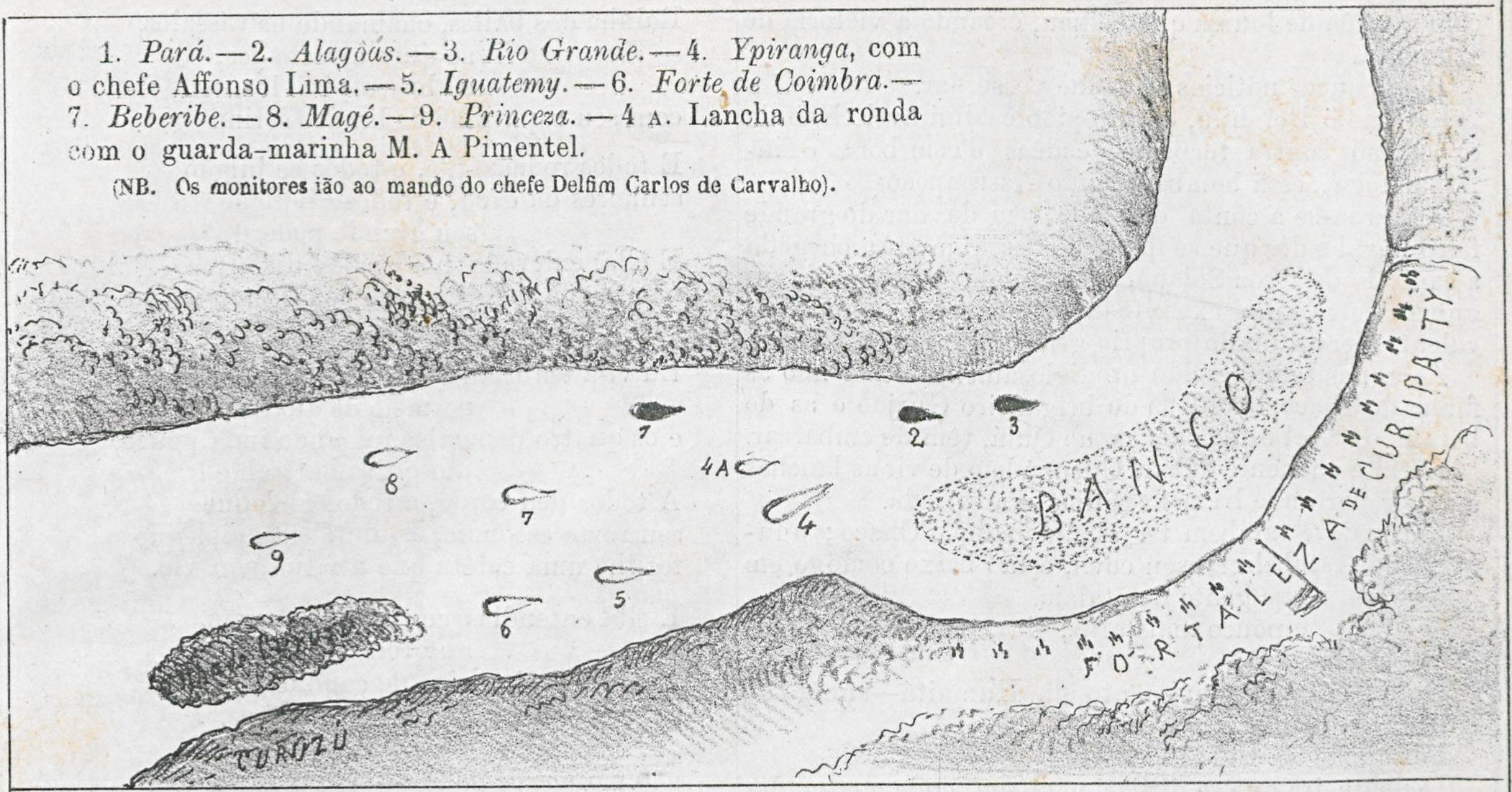
Passagem dos monitores encouraçados pelas baterias de Curupaity na noite de 13 de fevereiro de 1868 (Semana Ilustrada, 1868).

No dia 12 de fevereiro às 20:30 a pequena frota iniciou o movimento em direção ao fogo do inimigo, porém, devido a uma falha mecânica e um abalroamento entre o Alagoas e o Ipiranga que derrubou a chaminé no seu convés, interrompeu-se a tentativa. Após os reparos já na noite do dia 13 produz-se a segunda passagem de Curupaiti. Os navios de madeira respondem ao fogo iniciado pela guarnição paraguaia com o Alagoas e o Pará avançando logo em seguida às 21:30. A passagem dos navios durou cerca de uma hora, com o Rio Grande sendo o último a encontrar a frota rio acima.